# Serruelles
Serruelles est une commune française située dans le département du Cher en région Centre-Val de Loire.

## Géographie
La commune de Serruelles est située à la limite sud de la Champagne berrichonne.
Sa superficie totale est de 751 hectares dont environ 500 hectares en culture et le reste en forêt.

### Climat
Pour des articles plus généraux, voir Climat du Centre-Val de Loire et Climat du Cher.
En 2010, le climat de la commune est de type climat océanique dégradé des plaines du Centre et du Nord, selon une étude du CNRS s'appuyant sur une série de données couvrant la période 1971-2000. En 2020, Météo-France publie une typologie des climats de la France métropolitaine dans laquelle la commune est exposée à un climat océanique altéré et est dans une zone de transition entre les régions climatiques « Centre et contreforts nord du Massif Central » et « Ouest et nord-ouest du Massif Central ». 
Pour la période 1971-2000, la température annuelle moyenne est de 11,1 °C, avec une amplitude thermique annuelle de 15,3 °C. Le cumul annuel moyen de précipitations est de 769 mm, avec 11,2 jours de précipitations en janvier et 7 jours en juillet. Pour la période 1991-2020, la température moyenne annuelle observée sur la station météorologique la plus proche, située sur la commune de Dun-sur-Auron à 15 km à vol d'oiseau, est de 12,0 °C et le cumul annuel moyen de précipitations est de 785,3 mm,. Pour l'avenir, les paramètres climatiques de la commune estimés pour 2050 selon différents scénarios d'émission de gaz à effet de serre sont consultables sur un site dédié publié par Météo-France en novembre 2022.

## Urbanisme

### Typologie
Au 1er janvier 2024, Serruelles est catégorisée commune rurale à habitat dispersé, selon la nouvelle grille communale de densité à 7 niveaux définie par l'Insee en 2022.
Elle est située hors unité urbaine. Par ailleurs la commune fait partie de l'aire d'attraction de Bourges, dont elle est une commune de la couronne,. Cette aire, qui regroupe 111 communes, est catégorisée dans les aires de 50 000 à moins de 200 000 habitants,.

### Occupation des sols
L'occupation des sols de la commune, telle qu'elle ressort de la base de données européenne d’occupation biophysique des sols Corine Land Cover (CLC), est marquée par l'importance des territoires agricoles (78,3 % en 2018), une proportion identique à celle de 1990 (78,3 %). La répartition détaillée en 2018 est la suivante : 
terres arables (74,7 %), forêts (21,7 %), zones agricoles hétérogènes (3,6 %).
L'évolution de l’occupation des sols de la commune et de ses infrastructures peut être observée sur les différentes représentations cartographiques du territoire : la carte de Cassini (XVIIIe siècle), la carte d'état-major (1820-1866) et les cartes ou photos aériennes de l'IGN pour la période actuelle (1950 à aujourd'hui).

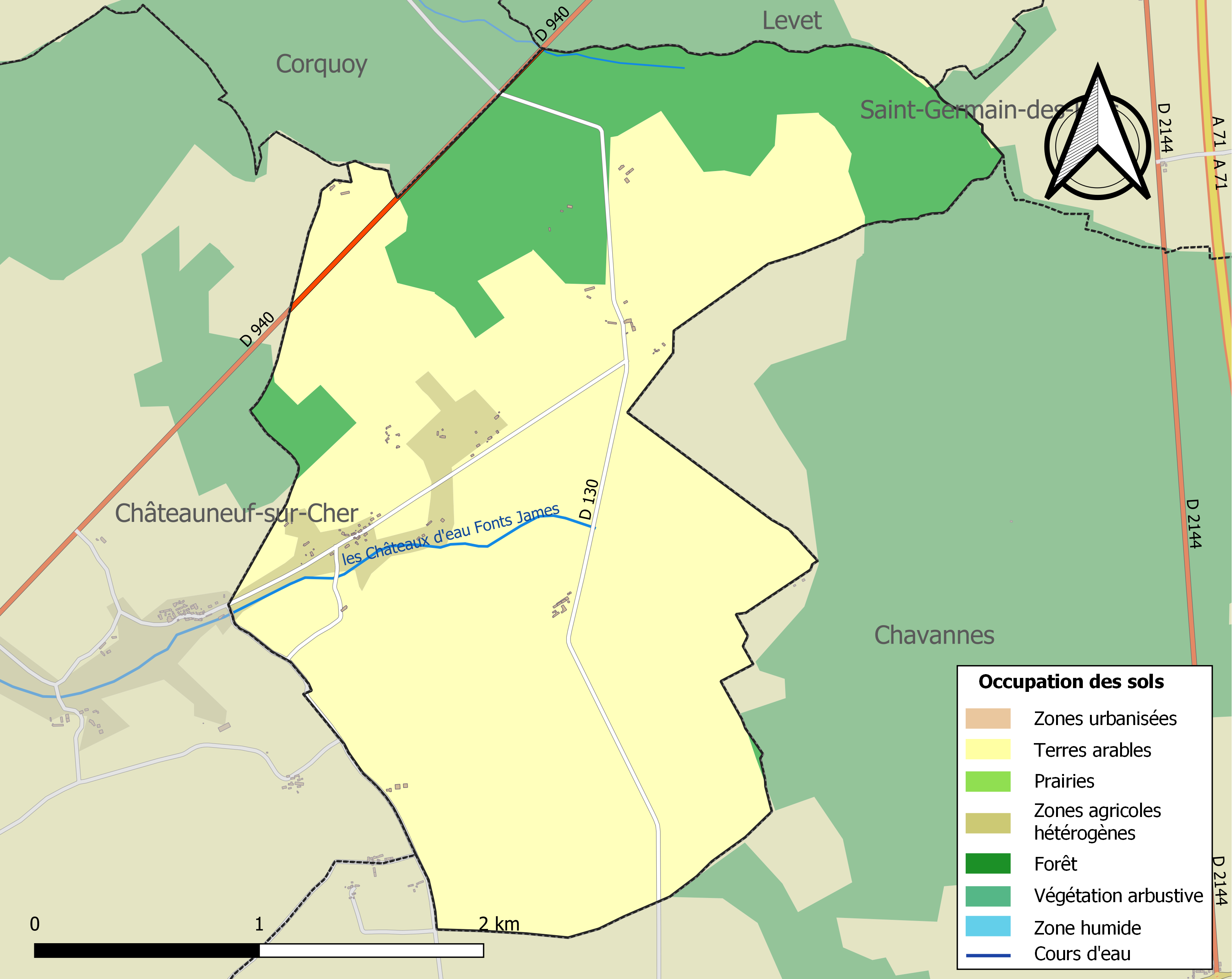
Carte des infrastructures et de l'occupation des sols de la commune en 2018 (CLC).

### Risques majeurs
Le territoire de la commune de Serruelles est vulnérable à différents aléas naturels : météorologiques (tempête, orage, neige, grand froid, canicule ou sécheresse), mouvements de terrains et séisme (sismicité faible). Un site publié par le BRGM permet d'évaluer simplement et rapidement les risques d'un bien localisé soit par son adresse soit par le numéro de sa parcelle.

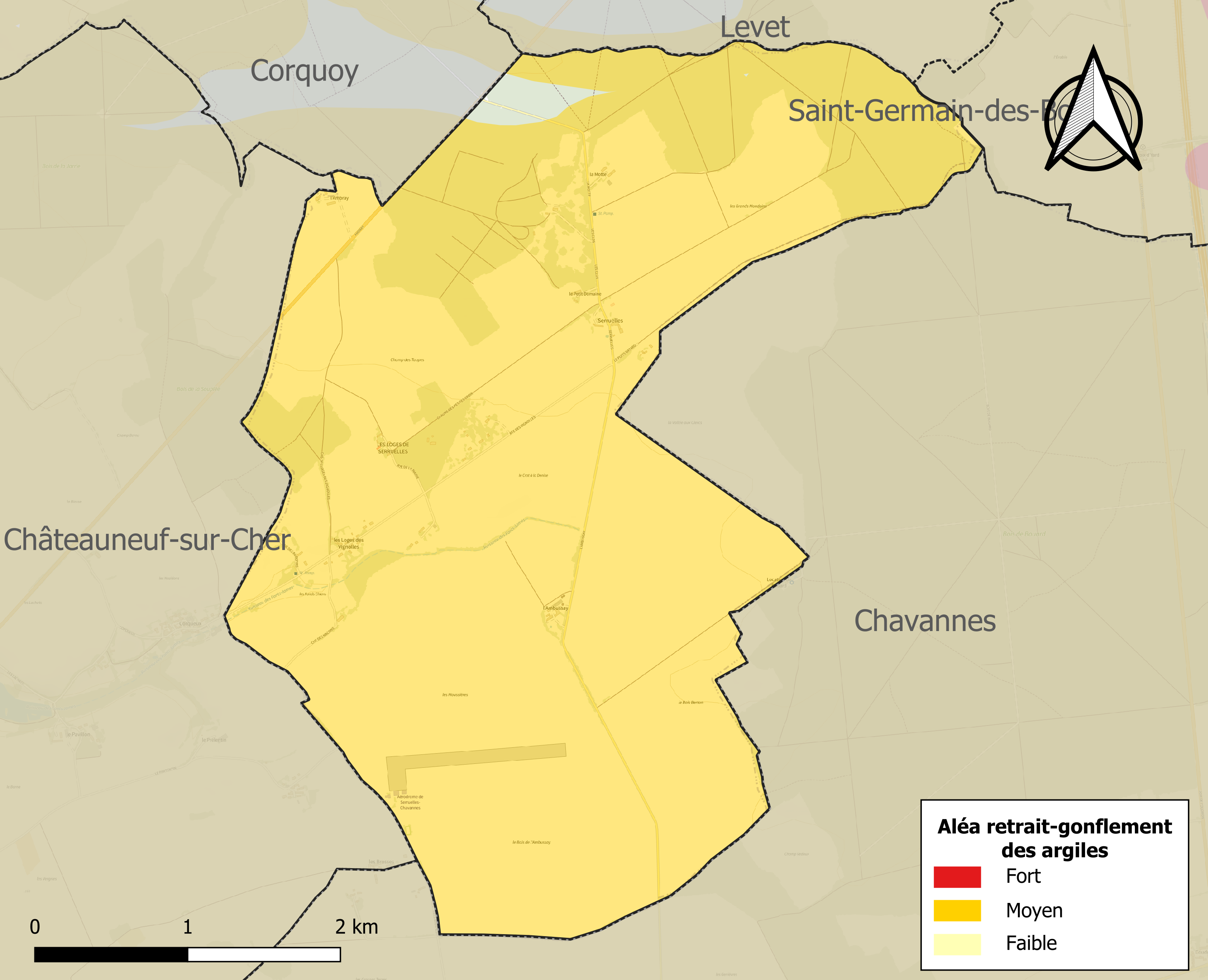
Carte des zones d'aléa retrait-gonflement des sols argileux de Serruelles.

La commune est vulnérable au risque de mouvements de terrains constitué principalement du retrait-gonflement des sols argileux. Cet aléa est susceptible d'engendrer des dommages importants aux bâtiments en cas d’alternance de périodes de sécheresse et de pluie. 98,9 % de la superficie communale est en aléa moyen ou fort (90 % au niveau départemental et 48,5 % au niveau national). Sur les 36 bâtiments dénombrés sur la commune en 2019, 36 sont en aléa moyen ou fort, soit 100 %, à comparer aux 83 % au niveau départemental et 54 % au niveau national. Une cartographie de l'exposition du territoire national au retrait gonflement des sols argileux est disponible sur le site du BRGM,.
Concernant les mouvements de terrains, la commune a été reconnue en état de catastrophe naturelle au titre des dommages causés par des mouvements de terrain en 1999.

## Toponymie
Bas latin Sarriolum, d’après la variante Sarroilh, Sarius, nom de personne d’origine gauloise, et suffixe ialos = champ, clairière. Ou gentilice Cercius, d’après Cersolium. Le s final est parasite et muet.

## Histoire

### Temps modernes
Serruelles fut une seigneurie qui appartint en 1635 à Jacques Fontaine, en 1668 à Jean Prévost et en 1716 à Jean-Baptiste Heurtault.
La communauté de Serruelles est en crise démographique au début du XVIIIe siècle, puisqu’elle passe de 11 feux en 1709 à 10 en 1726. L’hiver de 1709-1710 notamment cause de nombreuses pertes, ainsi que la grande canicule de 1719 (qui tua beaucoup par dysenterie).
Réunion envisagée de Serruelles avec Chavannes en 1840 (A.N.-F 2 II Cher 1).

## Politique et administration
| Période  | Période  | Identité           | Étiquette | Qualité                              |
| -------- | -------- | ------------------ | --------- | ------------------------------------ |
| 1945     | 1959     | Jean de Sauvebœuf  |           |                                      |
| 1959     | 1971     | Camille Gaury      |           |                                      |
| 1971     | 1995     | Alain de Sauvebœuf |           |                                      |
| 1995     | 2008     | Pierre Aubailly    |           |                                      |
| 2008     | mai 2020 | Alain Horzinski    |           | Retraité de la fonction publique     |
| mai 2020 | En cours | Monique Aubailly,  |           | Professeure, profession scientifique |

## Démographie
L'évolution du nombre d'habitants est connue à travers les recensements de la population effectués dans la commune depuis 1793. Pour les communes de moins de 10 000 habitants, une enquête de recensement portant sur toute la population est réalisée tous les cinq ans, les populations de référence des années intermédiaires étant quant à elles estimées par interpolation ou extrapolation. Pour la commune, le premier recensement exhaustif entrant dans le cadre du nouveau dispositif a été réalisé en 2004.

En 2022, la commune comptait 67 habitants, en évolution de −14,1 % par rapport à 2016 (Cher : −2,48 %, France hors Mayotte : +2,11 %).
| 1793 | 1800 | 1806 | 1821 | 1831 | 1836 | 1841 | 1846 | 1851 |
| ---- | ---- | ---- | ---- | ---- | ---- | ---- | ---- | ---- |
| 184  | 190  | 191  | 176  | 171  | 172  | 156  | 141  | 110  |

| 1856 | 1861 | 1866 | 1872 | 1876 | 1881 | 1886 | 1891 | 1896 |
| ---- | ---- | ---- | ---- | ---- | ---- | ---- | ---- | ---- |
| 115  | 101  | 120  | 128  | 115  | 141  | 143  | 135  | 128  |

| 1901 | 1906 | 1911 | 1921 | 1926 | 1931 | 1936 | 1946 | 1954 |
| ---- | ---- | ---- | ---- | ---- | ---- | ---- | ---- | ---- |
| 127  | 130  | 114  | 89   | 88   | 75   | 68   | 65   | 55   |

| 1962 | 1968 | 1975 | 1982 | 1990 | 1999 | 2004 | 2006 | 2009 |
| ---- | ---- | ---- | ---- | ---- | ---- | ---- | ---- | ---- |
| 69   | 57   | 45   | 52   | 61   | 58   | 58   | 57   | 51   |

| 2014 | 2019 | 2022 | - | - | - | - | - | - |
| ---- | ---- | ---- | - | - | - | - | - | - |
| 73   | 68   | 67   | - | - | - | - | - | - |

## Économie
Essentiellement rural, le territoire de Serruelles est presque exclusivement consacré aux cultures céréalières et oléagineuses.

## Culture locale et patrimoine

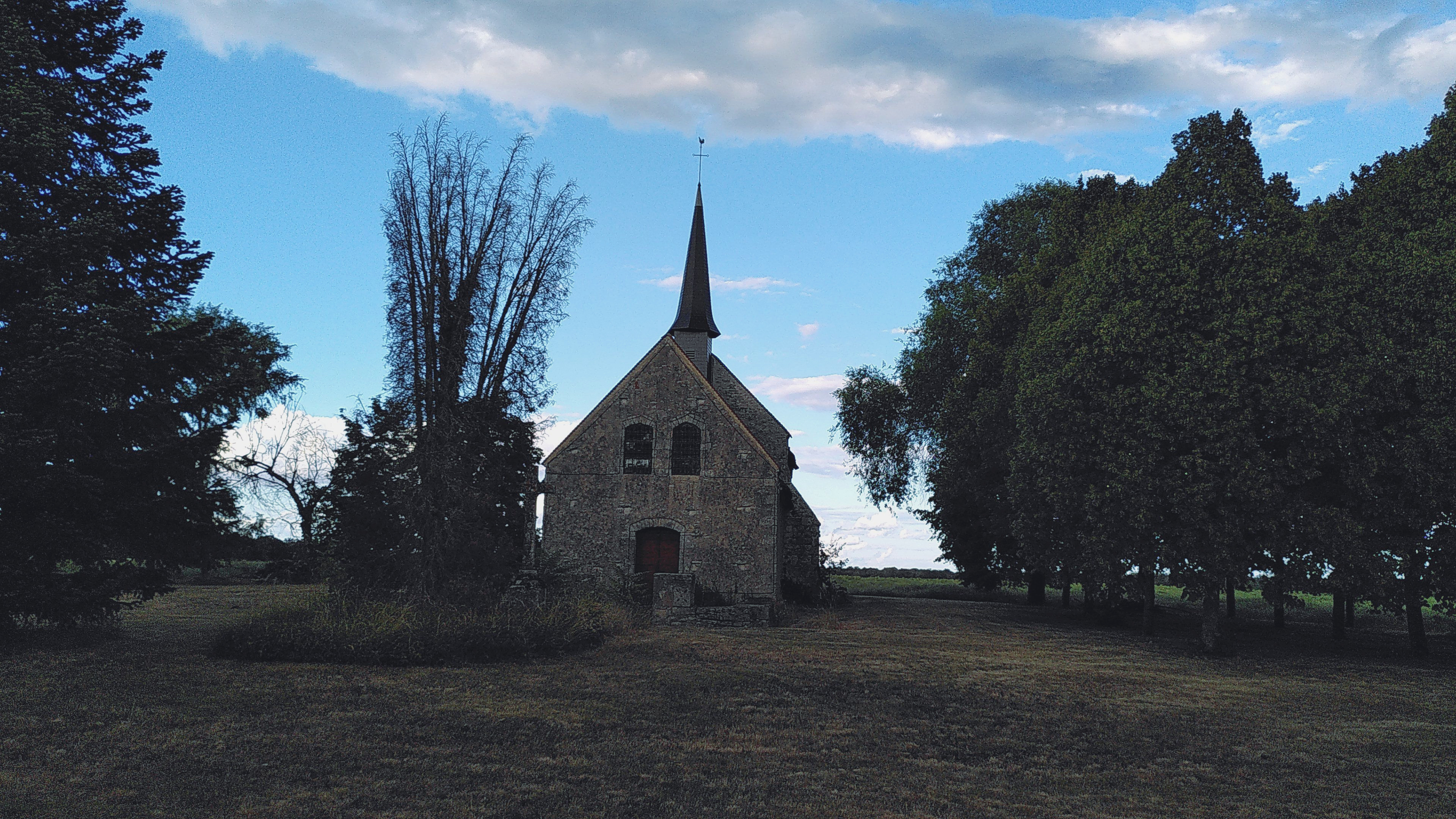
Le site de la chapelle.

### Lieux et monuments
- Le monument le plus représentatif de la commune de Serruelles est sa chapelle placée sous le patronage de saint Ursin. Sa construction date du XIe siècle et elle a bénéficié de nombreuses réfections. C'est aujourd'hui un monument privé dans lequel un office est annuellement donné au mois de juin. Régulièrement tableaux et sculptures y sont exposés par le propriétaire[24]. Elle a possédé par le passé un autel en l'honneur de saint Genou.
- Serruelles compte aussi un manoir du XVIIe siècle à Lambussay. Il existait également un château construit en 1849 qui fut détruit dans les années 70.
- La commune de Serruelles accueille actuellement l'aérodrome de Châteauneuf-sur-Cher et possède une salle polyvalente d'une capacité de 48 personnes et un terrain de tennis municipal. Cela lui permet de s'enorgueillir du titre de plus petite commune de France à posséder un aéro-club.

### Personnalités liées à la commune
Avant la Révolution, le territoire de la commune appartient à la famille de Chevenon de Bigny. Mlle de Chevenon de Bigny l'apporta en dot à son mari le baron Jean-Baptiste Augier, général de l'Empire et commandant de la place de Bourges. À sa mort, il le légua à son fils le baron Édouard Augier qui fit construire le château en 1849. Sa fille épousa le comte Anselme de Bosredont en 1852. Edouard Augier mourut dix ans plus tard le 10 juillet 1862. Anselme de Bosredont succéda à son beau-père et mourut en 1894 laissant la terre à son fils le comte Gérald de Bosredont. Le comte Jean de Sauvebœuf en hérita en 1936 à la mort du comte Gerald de Bosredont le 30 décembre 1935. Son fils Alain de Sauvebœuf lui succéda. Les familles Augier, Bosredont et de Sauvebœuf ont géré la commune en tant que maires pendant plusieurs générations.